# Stühmer Frigyes
Stühmer Frigyes, születési nevén Friedrich Theodor Adolph Stühmer (Sternberg, Mecklenburg-Schwerin, 1843. december 18. – Budapest, 1890. május 11.) német származású, de Magyarországon működő ipari úttörő, cukorka- és csokoládégyáros, fővárosi bizottsági tag.

## Életpályája
Sternbergben, Mecklenburg-Schwerinben született egy jómódú evangélikus polgári családban. Ludwigslustban, Hamburgban és Prágában tanult. 1866-ban telepedett le Magyarországon, Nagy Ferenc józsefvárosi cukorkakészítő hívására. 1868-ban Stühmer egyéni céget alapított és megvette Nagy Ferencnek a Pesten az akkori Ősz (ma Szentkirályi) utca 8. alatt működő üzemét, majd a gyártási technológiát Drezdából importált gőzüzemű berendezésekkel korszerűsítette. A vállalat jó minőségű cukorkáit 1879-ben a Székesfehérváron tartott Országos Kiállításon aranyéremmel ismerték el. Stühmer 1883-tól kezdett csokoládégyártással is foglalkozni.
Stühmer Frigyes fiatalon, 46 évesen, 1890. május 11-én halt meg, anélkül, hogy megérhette volna a gyára kiteljesedését. Halála után a budapesti céget kezdetben a felesége, Koob Etelka (1849-1936), és annak testvére, Koob Géza irányította. Ők különösen takarékos gazdálkodással fenn tudták tartani az üzemet, amelyet azután a másodszülött fiú, dr. Stühmer Géza (1884–1978) vett át. 1928-ban A Szentkirályi-utcai régi telken ötemeletes gyárépület és székház épült. A vállalat Párizsban elosztó telepet, Abbaziában lerakatot, az ország több városában fióküzletet tartott fenn; belőle fejlődött ki a Budapesti Csokoládégyár.  A második világháború után, 1948-ban a céget államosították. A Stühmer család egy része külföldre menekült. A gfyár a továbbiakban   "Budapesti Csokoládégyár" néven volt  ismert.

## Házassága és gyermekei
Felesége a szintén evangélikus vallású Koob Etelka (1849–1936. október 13.), akinek a szülei Koob Rezső (1817. – Pest, 1865. január 21.) szitásmester, pesti polgár, és Dorn Johanna Erzsébet (Harta, 1814. november 24. – 1899. március 18.) A házasságukból született:
- Stühmer Frida (Friderika Karolina Irma Ilona) (Pest, 1872. január 11.[10] – Budapest, 1947. június 23.). Hajadon.[11]
- Stühmer Ilka (Ilona Karolina Erzsébet) (Budapest, 1874. június 28.[12] – Budapest, 1943. február 21.). Hajadon.[13]
- Stühmer Eleonóra Erzsébet (Budapest, 1876. augusztus 31.[14] – Budapest, 1942. február 3.). Férje, turchányi és terestyénfalvi Turtsányi Kálmán.[15][16]
- dr. Stühmer Frigyes (Géza Rudolf) (Budapest, 1879. október 26.[17] – Budapest, 1957. szeptember 4.),[18] budapesti gyermekorvos, kórházi főorvos.[19] Neje, Sass Margit.
- dr. Stühmer Géza (Károly Tódor) (Budapest, 1884. január 23.[20] – 1978), a Stühmer csokoládégyár elnöke, kereskedelmi tanácsos.
- Stühmer Jenő (Artúr Elemér) (Budapest, 1886. december 29.[21]– Budapest, 1950. december 11.). Nőtlen.[22]

## A STÜHMER védjegy
Az első STÜHMER védjegyet 1888-ban jegyezték be a Budapesti Kereskedelmi és Iparkamaránál vezetett védjegylajstromba. A jelenlegi STÜHMER védjegy tulajdonosa 2006-tól az egri STÜHMER Kft.

## Emlékezete
- Sírja a Fiumei úti sírkertben található [19-1-2].